# فيليب أبوت لوس
فيليب أبوت لوس (بالإنجليزية: Phillip Abbott Luce)‏ هو كاتب أمريكي، ولد في 17 أكتوبر 1935 في لانكستر في الولايات المتحدة، وتوفي في 9 ديسمبر 1998 في سبرينغفيلد في الولايات المتحدة.